# Kinect アドベンチャー!
『Kinect アドベンチャー!』（キネクト アドベンチャー!）はマイクロソフトからXbox 360のオプションであるKinect専用アクションゲーム。

## 概要
誰でも簡単に身体を利用して遊ぶことをコンセプトとした、Kinect専用のアクションアドベンチャーゲーム。激流下りや、障害物レース、宇宙空間での無重力体験、ボールを跳ね返すゲームなど、5種類の冒険と20以上のチャレンジが収録される。
両手足を使用する「ラリーボール」は、「Ricochet（リコシェ）」というコードネームで、Kinect（Project Natal）の発表以降、デモプレイに使用されていた。

このタイトルは、『Xbox 360 4GB + Kinect』、『Xbox 360 250GB + Kinect （スペシャルエディション）』、『Xbox 360 Kinect センサー』 の全てに同梱される予定で、単体での発売は予定されていない。

## ゲームモード
- リバーラフティング

激流下り。体を左右に傾けたりジャンプすることでボートを操作し、コース上にあるバッジを集めながら川を下っていく。
- ワイルドライド

障害物マシーンに乗り込み、体を動かしながらゴールを目指す。対戦レースも可能。
- ラリーボール

全身を使ってボールを打ち返し、前方にあるブロックを壊していくゲーム。Kinect発表当初から、デモプレイ等に使用されていた。
- ウォーターパニック

海底施設のガラスに魚がぶつかってしまい、そこから発生する水漏れを手足や頭を使用し塞いでいく。
- スペースポップ

宇宙の無重力空間で、浮遊するバブルを割っていく。両手を動かすことで体の浮き沈みを操作できる。